# Metroid Prime Pinball
Metroid Prime Pinball è un simulatore di flipper facente parte della serie Metroid. Pubblicato nel 2005 da Nintendo, il titolo è basato sul videogioco Metroid Prime.

## Modalità di gioco
Il gioco usa le stesse meccaniche del flipper. Vi sono in tutto sei scenari presi dalla serie Metroid Prime; il touch screen può essere usato per scuotere il tavolo da flipper, per muovere la pallina quando si blocca, oppure per modificarne la traiettoria. Per passare al livello successivo, bisognerà sconfiggere un boss.
Obiettivo principale del gioco è quello di collezionare 12 artefatti, recuperabili tramite il completamento di minigiochi. Dopo averli collezionati, il giocatore verrà trasportato in uno scenario particolare; qui bisognerà colpire dodici obiettivi con dodici palline disponibili, mentre si verrà attaccati da Ridley, uno degli antagonisti della serie. Se lo si completerà, verrà sbloccato lo scenario finale, che se viene completato, a sua volta sblocca una difficoltà superiore, l'Expert Mode.

## Sviluppo
Metroid Prime Pinball, noto con il nome in codice Project Code: Metroid Pinball', è stato annunciato nel corso dell'E3 2005. Il titolo è stato il primo videogioco per Nintendo DS a supportare la periferica Rumble Pak.